# Acoplamento sensório-motor
O acoplamento sensório-motor diz respeito à integração do sistema sensorial e do sistema motor. Defende-se que integração sensório-motora não é um processo estático. Para um determinado estímulo, não há um único comando motor: as respostas neurais em quase todos os estágios de uma via sensório-motora são modificadas em escalas de tempo curtas e longas por processos biofísicos e sinápticos, conexões recorrentes e de feedback e aprendizado, bem como muitas outras variáveis internas e externas.

## Visão geral
A integração dos sistemas sensorial e motor permite que um animal receba informações sensoriais e as use para realizar ações motoras úteis. Além disso, as saídas do sistema motor podem ser usadas para modificar a resposta do sistema sensorial a estímulos futuros. Para ser útil, é necessário que a integração sensório-motora seja um processo flexível porque as propriedades do mundo e de nós mesmos mudam com o tempo. A integração sensório-motora flexível permitiria a um animal a capacidade de corrigir erros e ser útil em várias situações. Para produzir a flexibilidade desejada é provável que o sistema nervoso empregue o uso de modelos internos e cópias de eferência.